# Yousif Benham Habash
Yousif Benham Habash (ur. 1 czerwca 1951 w Al-Hamdanijja) – duchowny Kościoła katolickiego obrządku syryjskiego, od 2010 biskup Newark.

## Życiorys
Święcenia kapłańskie przyjął 31 sierpnia 1975 i został inkardynowany do archieparchii Mosulu. Pracował głównie jako duszpasterz parafialny. W 1994 wyjechał do Stanów Zjednoczonych i rozpoczął pracę duszpasterską w eparchii Newark.
12 kwietnia 2010 został mianowany eparchą Newark. Sakry udzielił mu ówczesny zwierzchnik Kościoła syryjskokatolickiego, Ignacy Józef III Younan. 31 lipca 2010 odbyła się jego intronizacja.